# ヘテプヘレス2世
ヘテプヘレス2世（Hetepheres II）は、エジプト第4王朝期の古代エジプト王妃。

## 生涯
| Htp · t · p | Hr · r | s |

| Htp · t · p | Hr · r | s |

### 誕生と家族
ヘテプヘレス2世は、エジプト第4王朝の王族で最も長命な人物の一人であった可能性がある。クフの娘として、祖父のスネフェルの治世中、または父親による治世の初期に誕生した。 

### 結婚
クフの治世中に、ヘテプヘレス2世は兄弟のカワブと結婚し、メレスアンク3世を産んだ。 夫の死後、ヘテプヘレス2世は別の兄弟であるジェドエフラーと結婚した。ジェドエフラーは、後にクフの後継者としてファラオになった。 

## 子供

### ヘテプヘレス2世とカワブの子供
- メレスアンク3世 – カフラーの妻[3]。